# Llista de monuments d'Avinyó
Llista de monuments d'Avinyó inclosos en l'Inventari del Patrimoni Arquitectònic Català per al municipi d'Avinyó (Bages). Inclou els inscrits en el Registre de Béns Culturals d'Interès Nacional (BCIN) amb la classificació de monuments històrics i els Béns Culturals d'Interès Local (BCIL) de caràcter arquitectònic.
| Monument                                                   | Protecció   | Estil/època                              | Localització                                                                               | Coordenades                                          | Codi?         | Imatge |
| ---------------------------------------------------------- | ----------- | ---------------------------------------- | ------------------------------------------------------------------------------------------ | ---------------------------------------------------- | ------------- | --- |
| Torre dels Soldats                                         | BCIN 493-MH | XIX                                      | Avinyó                                                                                     | 41° 52′ 18″ N, 1° 58′ 59″ E / 41.871620°N,1.982932°E | RI-51-0005184 | Torre del Soldat (Avinyó) · Vegeu més fotos d'aquest monument · Carregueu una nova foto d'aquest monument                           |
| Pont d'Avinyó, pont vell                                   | BCIL 1989   | Gòtic XIV                                | Avinyó Al peu de la riera de Relat                                                         | 41° 51′ 44″ N, 1° 58′ 32″ E / 41.862245°N,1.975564°E | IPA-16220     | Pont d'Avinyó · Vegeu més fotos d'aquest monument · Carregueu una nova foto d'aquest monument                                       |
| L'Abadal d'Avinyó                                          | BCIL 1989   | Obra popular XVII                        | Avinyó Horta d'Avinyó, ctra. d'Avinyó a Artés, km 49 a mà dreta                            | 41° 50′ 04″ N, 1° 58′ 04″ E / 41.834379°N,1.967795°E | IPA-16221     | L'Abadal d'Avinyó · Vegeu més fotos d'aquest monument · Carregueu una nova foto d'aquest monument                                   |
| Can Perès, o Can Parés                                     |             | Obra popular XVII, XIX                   | Avinyó Camí al pont gòtic d'Avinyó                                                         | 41° 51′ 47″ N, 1° 58′ 27″ E / 41.863131°N,1.974153°E | IPA-16222     | Can Perès (Avinyó) · Vegeu més fotos d'aquest monument · Carregueu una nova foto d'aquest monument                                  |
| Mas Vilapúdua                                              |             | Obra popular XVIII-XIX, XX               | Avinyó Sta. Eugènia de Relat, ctra. d'Avinyó a Sant Feliu Sasserra, km 56 pista a mà dreta | 41° 53′ 30″ N, 1° 59′ 22″ E / 41.891619°N,1.989391°E | IPA-16223     | Mas Vilapúdua (Avinyó) · Vegeu més fotos d'aquest monument · Carregueu una nova foto d'aquest monument                              |
| Masia la Vall de la Gavarresa                              |             | Obra popular XVIII, XX, XIX              | Avinyó Ctra. Avinyó-Vic, km 23, a 3 km del camí de l'esquerra                              | 41° 52′ 52″ N, 1° 59′ 58″ E / 41.881142°N,1.999391°E | IPA-16224     | Masia la Vall de la Gavarresa (Avinyó) · Vegeu més fotos d'aquest monument · Carregueu una nova foto d'aquest monument              |
| Mas l'Alzina                                               | BCIL 1989   | Obra popular XVI-XVIII                   | Avinyó Horta d'Avinyó, ctra. d'Artés a Avinyó, km 48 a mà dreta, c. St. Jaume              | 41° 49′ 24″ N, 1° 58′ 38″ E / 41.823456°N,1.977110°E | IPA-16226     | Mas l'Alzina (Avinyó) · Vegeu més fotos d'aquest monument · Carregueu una nova foto d'aquest monument                               |
| Mas Roqueta                                                | BCIL 1989   | Obra popular XIV, XVIII                  | Avinyó Horta d'Avinyó, ctra. Avinyó-Artés, km 47,5 pista mà dreta                          | 41° 49′ 06″ N, 1° 58′ 40″ E / 41.818337°N,1.977818°E | IPA-16227     | Mas Roqueta (Avinyó) · Vegeu més fotos d'aquest monument · Carregueu una nova foto d'aquest monument                                |
| Església parroquial de Santa Maria d'Horta                 | BCIL 1989   | Romànic, barroc XI, XVII, XIX            | Avinyó Horta d'Avinyó, ctra. Avinyó-Artés, km 48,5                                         | 41° 49′ 32″ N, 1° 58′ 06″ E / 41.825521°N,1.968287°E | IPA-16228     | Església parroquial de Santa Maria d'Horta (Avinyó) · Vegeu més fotos d'aquest monument · Carregueu una nova foto d'aquest monument |
| Masia Vilaseca d'Horta, Can Gomis                          |             | Noucentisme, modernisme XVIII-XX         | Avinyó Horta d'Avinyó, ctra. d'Artés a Sant Feliu Sasserra                                 | 41° 50′ 01″ N, 1° 58′ 36″ E / 41.833684°N,1.976767°E | IPA-16229     | Masia Vilaseca d'Horta (Avinyó) · Vegeu més fotos d'aquest monument · Carregueu una nova foto d'aquest monument                     |
| Masia el Berenguer                                         |             | Obra popular XIV, XVIII, XX              | Avinyó Horta d'Avinyó, vora la urbanització Urbisol                                        | 41° 48′ 41″ N, 2° 01′ 06″ E / 41.811413°N,2.018306°E | IPA-16230     | Masia el Berenguer (Avinyó) · Vegeu més fotos d'aquest monument · Carregueu una nova foto d'aquest monument                         |
| Plaça Major, plaça de l'Església                           |             | Obra popular XVIII-XX                    | Avinyó Pl. Major                                                                           | 41° 51′ 49″ N, 1° 58′ 16″ E / 41.863708°N,1.971191°E | IPA-16231     | Plaça Major (Avinyó) · Vegeu més fotos d'aquest monument · Carregueu una nova foto d'aquest monument                                |
| Torre de Ca l'Abadal                                       | BCIL 1989   | Modernisme XX                            | Avinyó Pl. Major, 24                                                                       | 41° 51′ 48″ N, 1° 58′ 18″ E / 41.863207°N,1.971573°E | IPA-16232     | Torre de Ca l'Abadal (Avinyó) · Vegeu més fotos d'aquest monument · Carregueu una nova foto d'aquest monument                       |
| Mas Verdaguer                                              | BCIL 1989   | Obra popular, barroc XVII-XVIII          | Avinyó Pl. Major, 27                                                                       | 41° 51′ 47″ N, 1° 58′ 16″ E / 41.863077°N,1.971105°E | IPA-16233     | Mas Verdaguer (Avinyó) · Vegeu més fotos d'aquest monument · Carregueu una nova foto d'aquest monument                              |
| Església parroquial de Sant Joan d'Avinyó                  | BCIL 1989   | Romànic, gòtic tardà XIII, XVII, XIX, XX | Avinyó Pl. Major                                                                           | 41° 51′ 48″ N, 1° 58′ 16″ E / 41.863366°N,1.971197°E | IPA-16234     | Església parroquial de Sant Joan d'Avinyó · Vegeu més fotos d'aquest monument · Carregueu una nova foto d'aquest monument           |
| Mas la Portella                                            | BCIL 1989   | Obra popular XVII, XVIII-XIX             | Avinyó Ctra. Avinyó-Balsareny, km 32,5 al peu de la carretera                              | 41° 53′ 08″ N, 1° 57′ 19″ E / 41.885541°N,1.955389°E | IPA-16235     | La Portella (Avinyó) · Vegeu més fotos d'aquest monument · Carregueu una nova foto d'aquest monument                                |
| Masia les Esglésies de Santa Maria o de Relat              |             | Obra popular XVII, XVIII-XIX             | Avinyó Sta. Eugènia de Relat, ctra. Avinyó-St. Feliu Sasserra, km 55,5 pista mà esquerra   | 41° 53′ 04″ N, 1° 58′ 50″ E / 41.884578°N,1.980439°E | IPA-16236     | Masia les Esglésies de Santa Maria (Avinyó) · Vegeu més fotos d'aquest monument · Carregueu una nova foto d'aquest monument         |
| Església de Sant Marçal de Relat                           | BCIL 1989   | Barroc XVII-XVIII                        | Avinyó Sta. Eugènia de Relat, ctra. Avinyó-St. Feliu Sasserra, km 58,7 pista mà dreta      | 41° 54′ 49″ N, 1° 59′ 39″ E / 41.913520°N,1.994170°E | IPA-16237     | Església de Sant Marçal de Relat (Avinyó) · Vegeu més fotos d'aquest monument · Carregueu una nova foto d'aquest monument           |
| Mas la Rovira                                              | BCIL 1989   | Obra popular XVI, XVIII                  | Avinyó Sta. Eugènia de Relat, la Rovira de Sant Marçal                                     | 41° 54′ 59″ N, 1° 59′ 38″ E / 41.916461°N,1.993762°E | IPA-16238     | La Rovira (Avinyó) · Vegeu més fotos d'aquest monument · Carregueu una nova foto d'aquest monument                                  |
| Església de Sant Sadurní del Pla                           | BCIL 1989   | Romànic XII, XVIII                       | Avinyó Morisco                                                                             | 41° 50′ 42″ N, 1° 56′ 02″ E / 41.845092°N,1.933776°E | IPA-16239     | Església de Sant Sadurní del Pla (Avinyó) · Vegeu més fotos d'aquest monument · Carregueu una nova foto d'aquest monument           |
| Mas el Vinyers, o Vinyés                                   |             | Obra popular XVIII                       | Avinyó Sta. Eugènia de Relat, ctra. d'Avinyó-Sant Feliu Sasserra, km 58                    | 41° 54′ 34″ N, 1° 59′ 27″ E / 41.909429°N,1.990907°E | IPA-16240     | Mas el Vinyés (Avinyó) · Vegeu més fotos d'aquest monument · Carregueu una nova foto d'aquest monument                              |
| Pou de gel d'Horta d'Avinyó                                |             | Obra popular XVIII                       | Avinyó Horta d'Avinyó, ctra. d'Artés-Avinyó, km 47,5                                       | 41° 49′ 22″ N, 1° 57′ 58″ E / 41.82285°N,1.965994°E  | IPA-16242     | Pou de gel d'Horta d'Avinyó · Vegeu més fotos d'aquest monument · Carregueu una nova foto d'aquest monument                         |
| Església de Santa Eugènia de Relat                         | BCIL 1989   | Romànic, barroc XI, XVII                 | Avinyó Sta. Eugènia de Relat, ctra. Avinyó-Sant Feliu Sasserra, km 55 pista mà esquerra    | 41° 53′ 05″ N, 1° 58′ 49″ E / 41.884846°N,1.980253°E | IPA-16243     | Església de Santa Eugènia de Relat (Avinyó) · Vegeu més fotos d'aquest monument · Carregueu una nova foto d'aquest monument         |
| Hostal de la Grossa                                        |             | Obra popular XIV, XVIII-XIX              | Avinyó Ctra. N-141c km 22                                                                  | 41° 48′ 22″ N, 2° 02′ 16″ E / 41.805995°N,2.037892°E | IPA-16752     | Hostal de la Grossa (Avinyó) · Vegeu més fotos d'aquest monument · Carregueu una nova foto d'aquest monument                        |
| Mas la Travera                                             | BCIL 1989   |                                          | Avinyó                                                                                     | 41° 48′ 38″ N, 2° 00′ 04″ E / 41.810662°N,2.001126°E | IPA-36183     | Mas la Travera (Avinyó) · Vegeu més fotos d'aquest monument · Carregueu una nova foto d'aquest monument                             |
| Mas la Guardiola                                           | BCIL 1989   |                                          | Avinyó                                                                                     | 41° 50′ 08″ N, 1° 56′ 39″ E / 41.835623°N,1.944170°E | IPA-36186     | Mas la Guardiola (Avinyó) · Vegeu més fotos d'aquest monument · Carregueu una nova foto d'aquest monument                           |
| Mas el Pla                                                 | BCIL 1989   |                                          | Avinyó                                                                                     | 41° 48′ 36″ N, 1° 59′ 32″ E / 41.810007°N,1.992132°E | IPA-36187     | Mas el Pla (Avinyó) · Vegeu més fotos d'aquest monument · Carregueu una nova foto d'aquest monument                                 |
| Molí de Vinyés                                             | BCIL 1989   |                                          | Avinyó                                                                                     | 41° 54′ 13″ N, 1° 59′ 36″ E / 41.903533°N,1.993326°E | IPA-36188     | Molí de Vinyés (Avinyó) · Vegeu més fotos d'aquest monument · Carregueu una nova foto d'aquest monument                             |
| Capella de Vinyés o del Vinyers, Marededéu de l'Anunciació | BCIL 1989   | Obra popular XVIII                       | Avinyó Sta. Eugènia de Relat                                                               | 41° 54′ 33″ N, 1° 59′ 28″ E / 41.909250°N,1.991054°E | IPA-36192     | Capella de Vinyés (Avinyó) · Vegeu més fotos d'aquest monument · Carregueu una nova foto d'aquest monument                          |
| Capella de l'Abadal de Dalt                                | BCIL 1989   |                                          | Avinyó                                                                                     | 41° 50′ 09″ N, 1° 58′ 24″ E / 41.835807°N,1.973361°E | IPA-36193     | Capella de l'Abadal de Dalt (Avinyó) · Vegeu més fotos d'aquest monument · Carregueu una nova foto d'aquest monument                |
| Capella de Freixa, Oratori de Sant Antoni                  |             | Obra popular                             | Avinyó Masia Freixa                                                                        | 41° 48′ 47″ N, 1° 59′ 49″ E / 41.812986°N,1.997033°E | IPA-36194     | Carregueu una nova foto d'aquest monument                                                                                           |